# Haupia
 (septembre 2024).
La mise en forme du texte ne suit pas les recommandations de Wikipédia : il faut le « wikifier ».
Les points d'amélioration suivants sont les cas les plus fréquents. Le détail des points à revoir est peut-être précisé sur la page de discussion.
- Les titres sont pré-formatés par le logiciel. Ils ne sont ni en capitales, ni en gras.
- Le texte ne doit pas être écrit en capitales (les noms de famille non plus), ni en gras, ni en italique, ni en « petit »…
- Le gras n'est utilisé que pour surligner le titre de l'article dans l'introduction, une seule fois.
- L'italique est rarement utilisé : mots en langue étrangère, titres d'œuvres, noms de bateaux, etc.
- Les citations ne sont pas en italique mais en corps de texte normal. Elles sont entourées par des guillemets français : « et ».
- Les listes à puces sont à éviter, des paragraphes rédigés étant largement préférés. Les tableaux sont à réserver à la présentation de données structurées (résultats, etc.).
- Les appels de note de bas de page (petits chiffres en exposant, introduits par l'outil «  Source ») sont à placer entre la fin de phrase et le point final[comme ça].
- Les liens internes (vers d'autres articles de Wikipédia) sont à choisir avec parcimonie. Créez des liens vers des articles approfondissant le sujet. Les termes génériques sans rapport avec le sujet sont à éviter, ainsi que les répétitions de liens vers un même terme.
- Les liens externes sont à placer uniquement dans une section « Liens externes », à la fin de l'article. Ces liens sont à choisir avec parcimonie suivant les règles définies. Si un lien sert de source à l'article, son insertion dans le texte est à faire par les notes de bas de page.
- La présentation des références doit suivre les conventions bibliographiques. Il est recommandé d'utiliser les modèles {{Ouvrage}}, {{Chapitre}}, {{Article}}, {{Lien web}} et/ou {{Bibliographie}}. Le mode d'édition visuel peut mettre en forme automatiquement les références.
- Insérer une infobox (cadre d'informations à droite) n'est pas obligatoire pour parachever la mise en page.

Pour une aide détaillée, merci de consulter Aide:Wikification.
Si vous pensez que ces points ont été résolus, vous pouvez retirer ce bandeau et améliorer la mise en forme d'un autre article.
Le haupia est un pudding traditionnel hawaïen à base de noix de coco, très populaire dans toute la Polynésie.

## Histoire
Le haupia, ainsi que d'autres puddings à la noix de coco similaires, fait partie de la tradition des desserts polynésiens. Ces puddings des îles du Pacifique sont souvent composés de deux éléments principaux : une base d'amidon, comme le taro ou le fruit à pain, et un émollient, généralement du lait de coco ou de l'huile, qui agit comme liant lors de la cuisson.
À l'origine, l'amidon du pia (ou de l'arrow-root de Tahiti) servait d'agent épaississant pour ce plat traditionnel, donnant aux puddings une consistance plus mucilagineuse, accentuée par l'absence de réfrigération à l'époque. De nos jours, l'amidon de maïs est souvent utilisé à la place du pia, ce qui confère au dessert une texture plus proche de celle de la gélatine. Un substitut approprié à l'arrow-root serait un autre amidon de racine, comme la fécule de pomme de terre ou le tapioca. Le haupia traditionnel reste fidèle à ses origines végétaliennes, ne contenant ni gélatine, ni œufs, ni produits laitiers.
Les premiers explorateurs européens ont noté que ces puddings à la noix de coco, préparés par les Polynésiens, rappelaient par leur texture et leur saveur le blanc-manger, un dessert populaire en Europe,.

## Préparation
La recette traditionnelle consiste à combiner de la crème ou du lait de coco avec de l'eau, du sucre, une pincée de sel et un agent épaississant tel que de l'amidon. Ce mélange est ensuite chauffé à feu moyen jusqu'à obtenir une consistance épaisse et lisse. Une fois la texture souhaitée atteinte, il est versé dans un moule ou un récipient plat et laissé à refroidir. Le haupia peut être réfrigéré pour le raffermir ou simplement laissé à température ambiante pour obtenir une consistance plus souple.

## Dans la culture populaire
Le haupia reste un dessert prisé à Hawaï, souvent servi lors de luaus et en accompagnement des plats traditionnels.
Sa popularité ne s'arrête pas là, car il se révèle être un ingrédient polyvalent intégré dans divers desserts modernes. On le retrouve notamment dans des tartes au chocolat ou à la patate douce. Le haupia peut également remplacer la crème au beurre dans les gâteaux et les beignets, comme les malasadas, être incorporé dans des glaces, ou encore rehausser des plats comme le tofu aux amandes,,. De manière saisonnière, les restaurants McDonald's d'Hawaï proposent des tartes frites au haupia et au taro.
Il est aussi courant que des produits à saveur de noix de coco soient qualifiés de « haupia » à Hawaï, même s'ils ne contiennent pas le dessert traditionnel lui-même.

## Galerie

Variantes
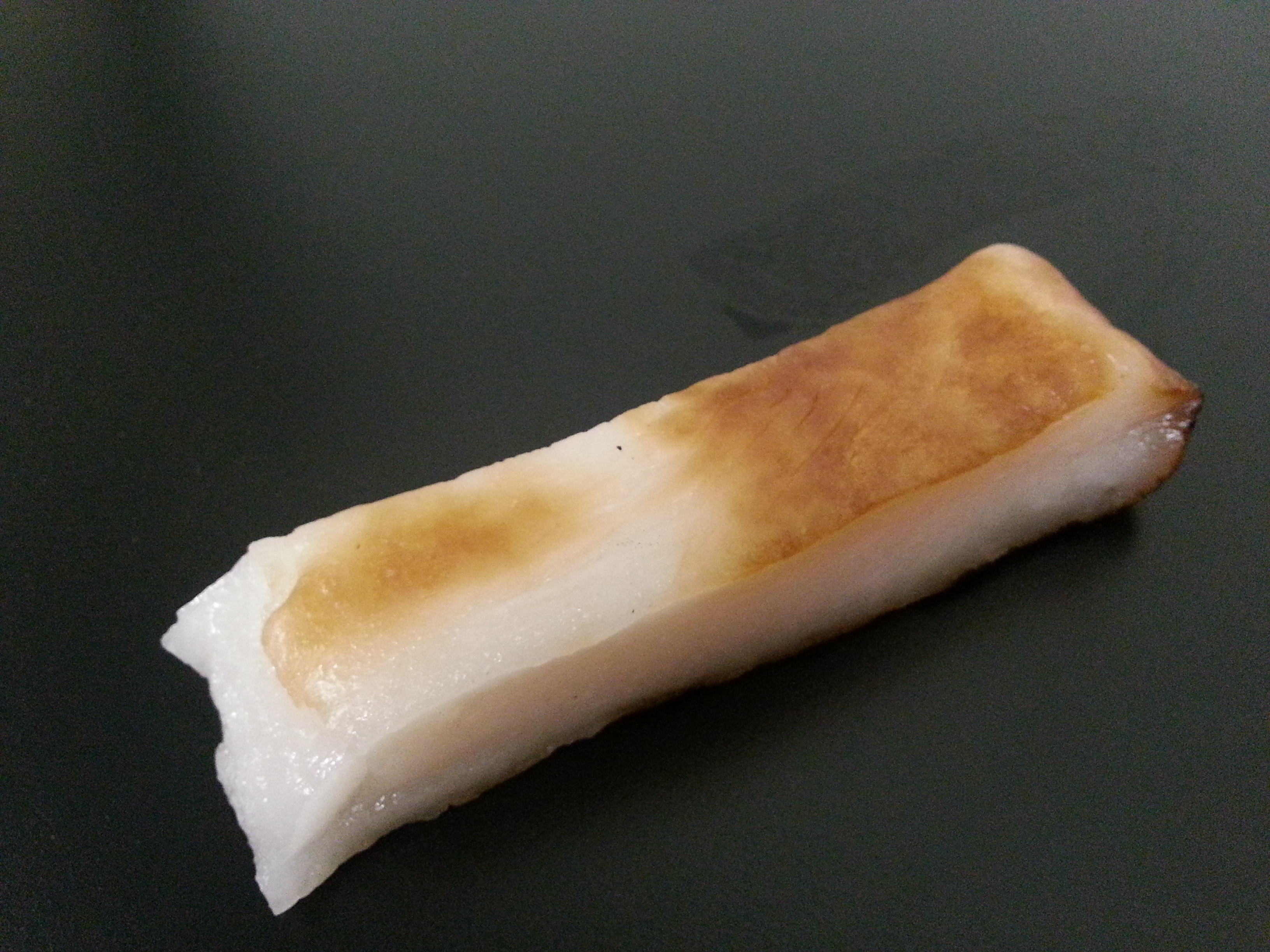
Rēti'a tahitienne
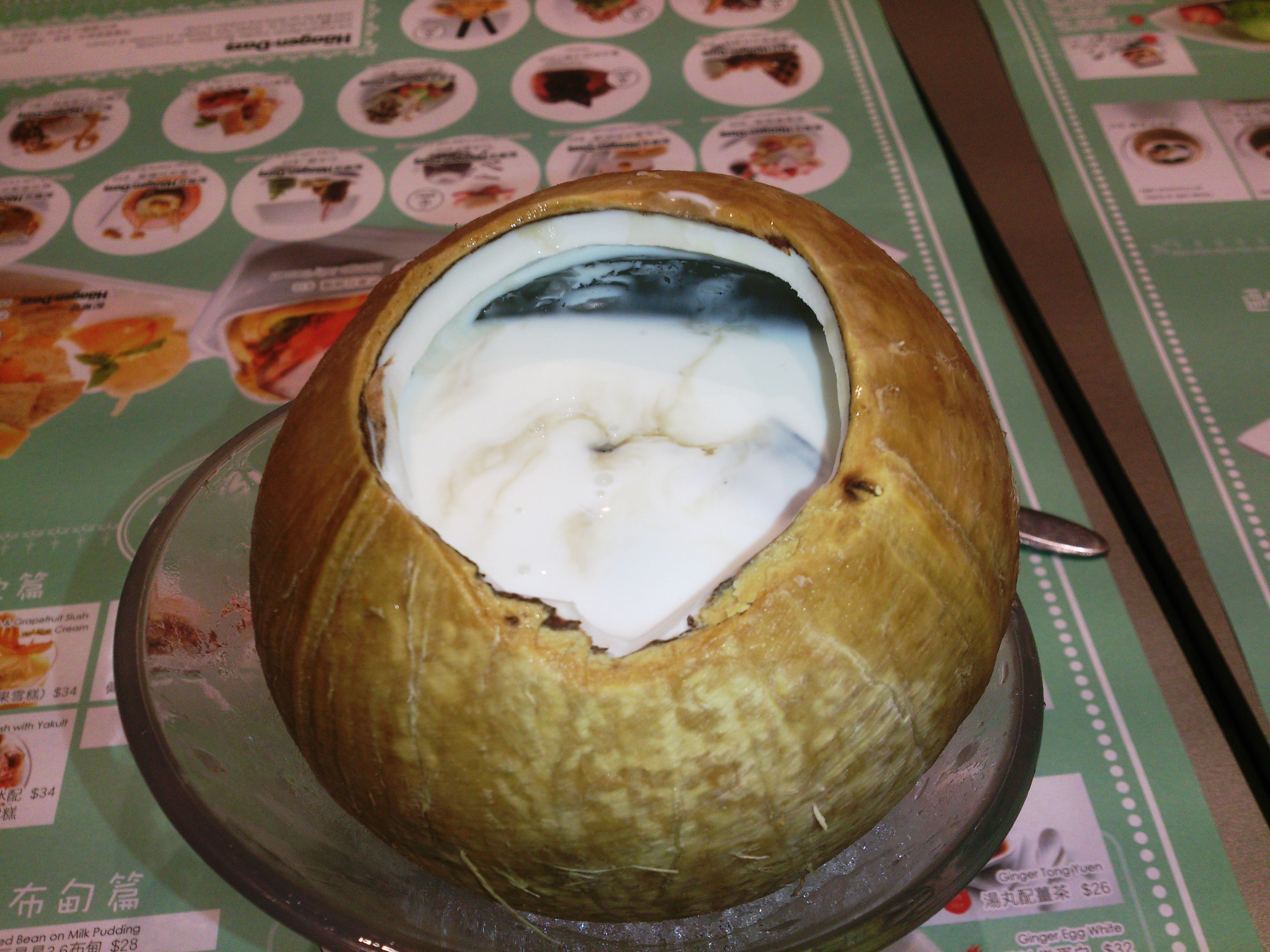
Pudding à la noix de coco servi dans une noix de coco